# バルエリ
バルエリ（ポルトガル語: Barueri）は、ブラジルのサンパウロ州、大サンパウロ都市圏の北西部に位置する都市。人口は27万6982人（2020年）、面積は65平方キロである。
北でサンタナ・デ・パルナイバと、東でオザスコと、南東でカラピクイバと、南でジャンヂーラと、西でイタペビと隣接する。サンパウロ都市圏鉄道会社 (CPTM) 8号線が通る。

## 歴史

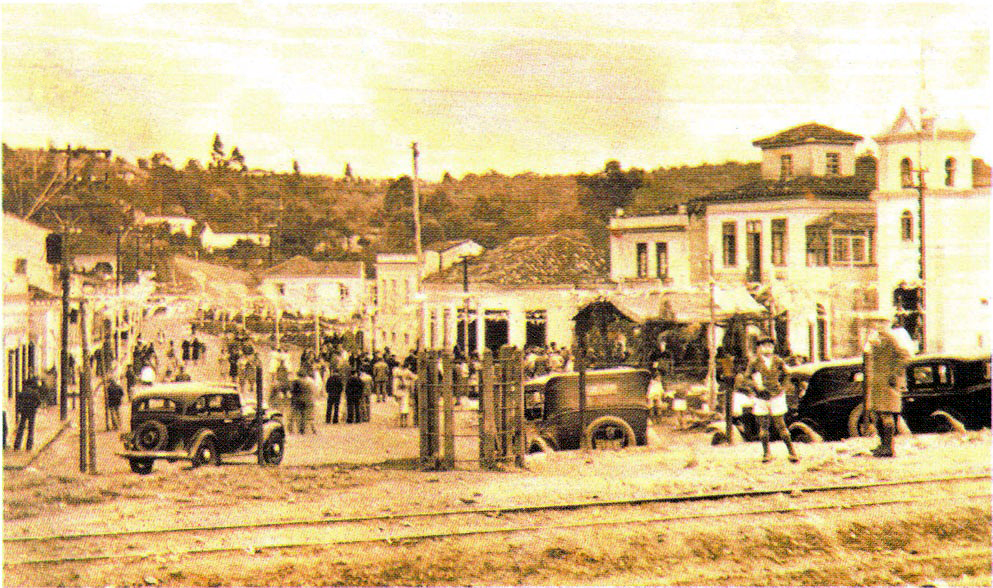
1920年のセントロ地区

バルエリとは、トゥピ・グアラニー語族のことばで「びっくりする赤い花」を意味する。歴史家によれば、バルエリの歴史はイエズス会宣教師のジョゼ・デ・アンシエタがノッサ・セニョーラ・ダ・エスカーダ礼拝堂と入植地を建設した1560年11月11日にはじまる。1870年にソロカバナ鉄道が建設され、1875年に開業すると、村はサンパウロやサンタナ・デ・パルナイバ、ピラポーラ・ド・ボム・ジェススをむすぶ交通の要衝となった。その後も発展をとげ、1948年12月24日にサンタナ・デ・パルナイバ市から分かれて市制施行を果たした。1964年には市の一部がカラピクイバに編入され、面積が3分の2になった。

## 経済
アズールブラジル航空、AES エレトロパウロ、シエロ、レデカード、DASA、ウォルマート・ブラジルなどの企業が事務所を置く。

## スポーツ
バルエリを代表するサッカークラブは、アレーナ・バルエリを本拠地とするグレミオ・バルエリである。2013シーズンの時点でセリエCに所属している。
2006年女子バスケットボール世界選手権では、市内のジョゼ・コレア体育館が会場のひとつとなった。